# Ouriel Zohar
Pour les articles homonymes, voir Zohar.
Ouriel Zohar, né en 1952, est un metteur en scène de théâtre, écrivain de pièces de théâtre, traducteur et dramaturge de nationalité française et israélienne. Professeur au département de l’Humanité et Art à l'université de Technion, Professeur à l'université de Paris VIII et à HEC. Il a créé le Théâtre du Technion.

## Biographie

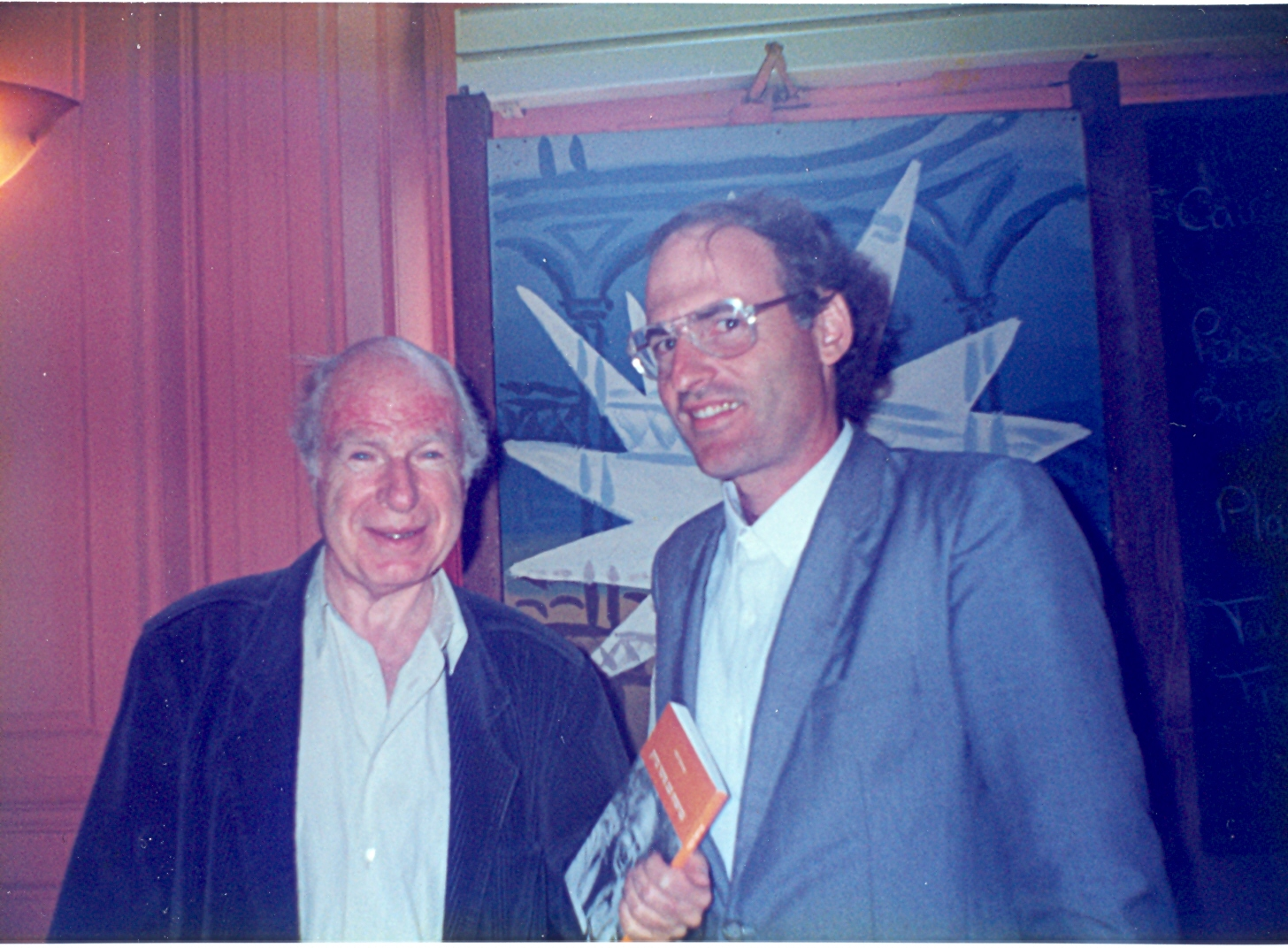
Ouriel Zohar donne son livre en hébreu Rencontres avec Peter Brook à Peter Brook Paris 1991

Ouriel Zohar a commencé à faire des mises en scène à Paris en 1978. Il a terminé un doctorat au sujet du théâtre du Kibboutz 'collectif et universel', soutenu à l'université de Paris-VIII où il a été professeur assistant entre 1980 et 1985.
Jusqu'en 2017, il avait mis en scène 75 pièces de théâtre en Israël, en Europe, au Canada et en Afrique. Il a également écrit et monté une trentaine de pièces de théâtre originales en hébreu, de Hanoch Levin, Joshua Sobol, et Shalom Anski... Son théâtre du Technion participe à des festivals en Europe, en Asie et en Israël.
Il enseigne l'esthétique de la mise en scène, l'écriture dramatique, le jeu de l'acteur à Paris et en Israël.
Il a été dramaturge du théâtre Habima en 1989-1990 et au théâtre municipal de Haïfa en 1995-1997.
Il a dirigé des projets de coopération judéo-arabe par les moyens de l'art et il est parmi les fondateurs du théâtre arabe, théâtre El Midan à Haïfa en 1994.
Entre 1993 et 1999, il a été vice-président de l'Association internationale du théâtre à l'université, (AITU), qui siège à l'université de Liège, Belgique et élu membre honoraire en 2005.
En 1993, il a mis en scène Saison de la migration vers le nord le roman de l'écrivain soudanais Tayeb Saleh, avec la participation de Mohammed Bakri, acteur palestino-israélien qui a reçu le prix du meilleur acteur au Festival de Théâtre de Saint-Jean-d'Acre.
Met en scène en français, arabe et hébreu le Monologue Bakri et apparaît avec Bakri sur la scène à Paris, salle Boris Vian du théâtre Paris-Villette, à la scène nationale de Cergy-Pontoise, à Lille, au Festival de la Paix à Bruxelles ainsi que dans d'autres pays.
À partir de 2002, il joue dans la troupe de Béatrice Brout
le rôle principal de Prospero dans La Tempête, et le comte de Northumberland dans Richard II de Shakespeare, et interprète des textes de Victor Hugo et d'auteurs en France.
En 2006, il crée sa troupe la Compagnie Ouriel Zohar à Paris, avec Un ennemi du peuple d'Henrik Ibsen. Première représentation à Paris, puis à Fréjus et Besançon, à Liège en Belgique, Minsk en Biélorussie, Valleyfield au Canada, Pórto Chéli en Grèce. En 2010-2011 i met en scène "Séraphîta Seraphitus: L'androgyne", son adaptation du roman d'Honoré de Balzac de 1834, jouée à Paris au théâtre de l'Île Saint-Louis, à Bruxelles, en Grèce et en République du Congo, et en 2012 présentée à la Maison de Balzac, de Paris, et aussi en Suisse, en Israël, à Istanbul, et au Théâtre Darius Milhaud à Paris. 
Sa mise en scène en hébreu de Un ennemi du peuple d'Henrik Ibsen a obtenu le prix du meilleur acteur au Festival de Benevento en 2009.
À partir de 2007, il est nommé juge international des compétitions internationales de théâtre universitaire en Europe, à Paris, Minsk, Moscou, etc. Il présente des masterclasses pour la mise en scène et le jeu de l'acteur dans des festivals en Europe.
Il a publié 14 livres en hébreu et 19 livres en français, un avec son épouse Martine Zohar : Ma vie en Israël à la lumière des pins parasols 2009.
En 2013, il est nommé membre de parlement de l'Israeli Palestinian Confederation (IPC)
En 2017, sa mise en scène de sa pièce "Das Unsichtbare Kleidungsstück" (Le Vêtement invisible) est au public germanophone de Fréjus.
En 2018, donne une conférence à l'Université d'État de Moscou sur le sujet : "Robotique, inconvénients et avantages". En 2019, donne une conférence à l'Université du Texas à Austin sur le sujet : "L'humour oriental en tant que fondement de la sagesse humaine".
En 2019, sa mise en scène de sa pièce "Notre père qui" en anglais, est présentée au public anglophone de Fréjus.
En 2022 - 2024 sa pièce "L'enfant Qui Sait Volet" est présentée en langue espagnole en Colombie dans les villes de Villa de Leyva, Bogotá et Carthagène (Colombie).

## Publications

### Livres
- Ouriel Zohar, Mon Voyage Vers L'Un, 2022, paperback Amazon[11]
- Le Voyage de la Quatrième à la Cinquième Dimension, 2021
- OVNI: RETOUR A LA LUMIERE !, 2021
- LE ROI NE DORT PAS, 2021
- Atlantis sous l'eau, 2021
- La Lumière des Soucoupes Volantes, 2020
- La Nouvelle Génération, 2019
- Le Conflit d'Aura, 2018 (et en anglais 2018)
- Notre Père qui..., 2018 (et en anglais 2018)
- Ariel et le monstre lumineux: Dialogue initiatique, 2017 Kindle eBook
- Un Agriculteur, 2017 Kindle eBook
- Seraphita Seraphitus: L'androgyne, adaptation théâtrale avec Barbara Heman, d'après Honoré de Balzac 2017 Kindle eBook
- La Clairvoyante (pièce de théâtre), 2016 Kindle eBook
- L'enfant qui savait voler (pièce de théâtre), 2016 Kindle eBook
- L'Initiation du Ciel (pièce de Théâtre), 2016 Kindle eBook
- Le livre tel que je l'ai reçu de mes amis.., 2016 Kindle eBook
- Le Vêtement invisible (pièce de théâtre), 2015 Kindle eBook
- Ma vie en Israël à la lumière des pins parasols, avec Martine Zohar, éditions Persée, France, 2009.

### Chapitres dans des livres
- « Svetost Rezije » in Svet Rezije, Belgrade University, Theatre Department, p. 222–230, 1992.
- « Non-verbal Communication, The Body and Soul Language in Theatre Aesthetics », in Future and Communication, International Scholars Publications, p. 75–82, San Francisco, London, Bethesda, 1997.
- « La recherche théâtrale dans un institut technologique et scientifique » in Théâtre et Science, Presses du Centre Unesco de Besançon et du Théâtre de l'Université de Franche-Comté, p. 49–64, Besançon, 1998.
- « Le modèle 'je-tu' et 'je-vous' dans une société utopiste selon Martin Buber, comme principe de théâtre collectif », in Utopies, Mémoire et Imaginaire[12], Essen p. 99-107, 2008.
- « L'analyse de la 'coexistence' », avec Martine Zohar, in Ma vie en Israël à la lumière des pins parasols, éditions Persée, p. 202-217, 2009.
- « Le théâtre universitaire en Israël. University theatre in Israel »In Le théâtre universitaire. Pratiques et expériences. The University Theatre. Practice and Experience, éditions universitaires de Dijon, collection U-Culture(s), Dijon, pp. 105–114, (2013).